# Capitaine Ryan
Capitaine Ryan est le douzième album de la série de bande dessinée Buddy Longway, paru en 1983.

## Personnages
- Buddy Longway
- César : trappeur, ami de Buddy. Il donne à Buddy une nouvelle arme : un colt Walker 6 coups.
- Ryan : devenu capitaine au fort. Il hait les indiens : son grand-père et sa famille ont été massacrés par des shawnees à la solde des anglais. Il s'est engagé dans l'armée pour les venger.
- Sergent Garit : blessé lors d'une attaque d'indiens, il est aidé par Buddy.
- Cheval qui bouge : chef Black Feet, vieillissant, presque aveugle.
- Petit Maïs : jeune indienne, amie de Kathleen.

## Synopsis
Printemps, Buddy et Michael Cooper rentrent au fort après leurs aventures dans les Bears Mountains, ils pensent retrouver leurs familles respectives. Ils croisent une patrouille commandée par le capitaine Ryan. Les incidents se multiplient entre indiens et soldats, Ryan mène une répression féroce. Chinook et Kathleen ont dû fuir le fort. Dans un premier temps, Buddy pense les retrouver dans sa cabane. Mais, Ryan y a installé une nouvelle famille. Buddy assiste impuissant au massacre de cette famille et d'une troupe de soldats par des indiens. Seul un petit garçon et le sergent Garit s'en sortent indemnes.
Buddy poursuit ses recherches, il est finalement capturés par des indiens Black Feet et retrouve Cheval qui Bouge et ce qui reste de sa tribu (vieillards, femmes et enfants). Il apprend que Chinook et Kathleen ont passé l'hiver avec la tribu avant de repartir. Lorsque le capitaine Ryan à la tête d'une petite escouade attaque le village, Buddy est contraint de l'abattre.